# بين فوتشر
بنجامين بول فوتشر (من مواليد 20 فبراير 1981) هو مدرب كرة قدم ولاعب كرة قدم محترف سابق إنجليزي، يعمل حاليًا لصالح الاتحاد الإنجليزي لكرة القدم كمطور لمدربي الشباب.
كلاعب، كان بنجامين بول فوتشر مدافعًا من عام 1999 حتى 2013، وكان من الملحوظ لعبه لصالح فريق لينكولن سيتي بين عامي 2002 و2005 حيث لعب في نهائيات الأدوار الإقصائية مرتين. كما لعب لصالح أولدام أتليتيك، ستاليبريدج سيلتيك، دونكاستر روفرز، بوستون يونايتد، غريمسبي تاون، بيتربورو يونايتد، بوري، أكسفورد يونايتد، مانسفيلد تاون، أيه إف سي تيلفورد يونايتد، ماكلسفيلد تاون وإف سي هاليفاكس تاون. وهو ابن لاعب كرة قدم محترف سابق ومدافع بول فوتشر.
كان مساعد مدير فريق مانسفيلد تاون، بعد مدربه الحالي آنذاك في فريق سويندون تاون ديفيد فليتكروفت، الذي تم تعيينه في مانسفيلد تاون في 1 مارس 2018، حتى تم إنهاء عقديهما في 14 مايو 2019.